# ジェダイ
- スター・ウォーズシリーズ > スター・ウォーズ世界の用語一覧 > ジェダイスター・ウォーズシリーズ > スター・ウォーズの登場組織一覧 > ジェダイ

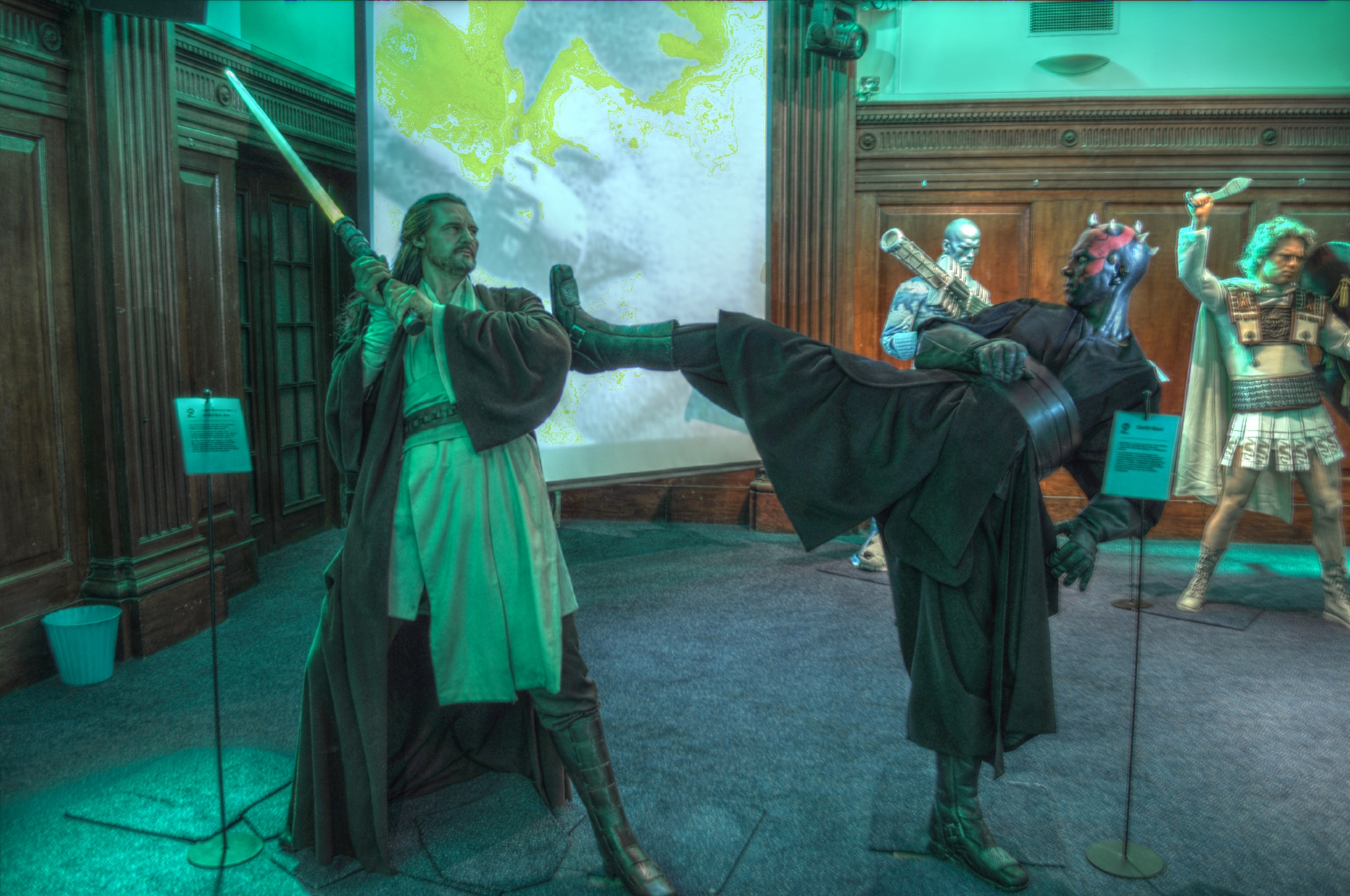
ジェダイ騎士クワイ＝ガン・ジン（左）と敵対するシス卿ダース・モール（右）の人形

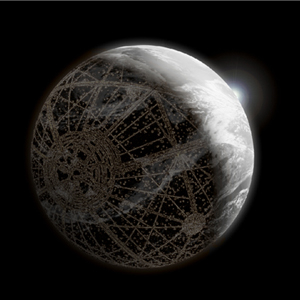
ジェダイ騎士団の本拠地がある惑星コルサント

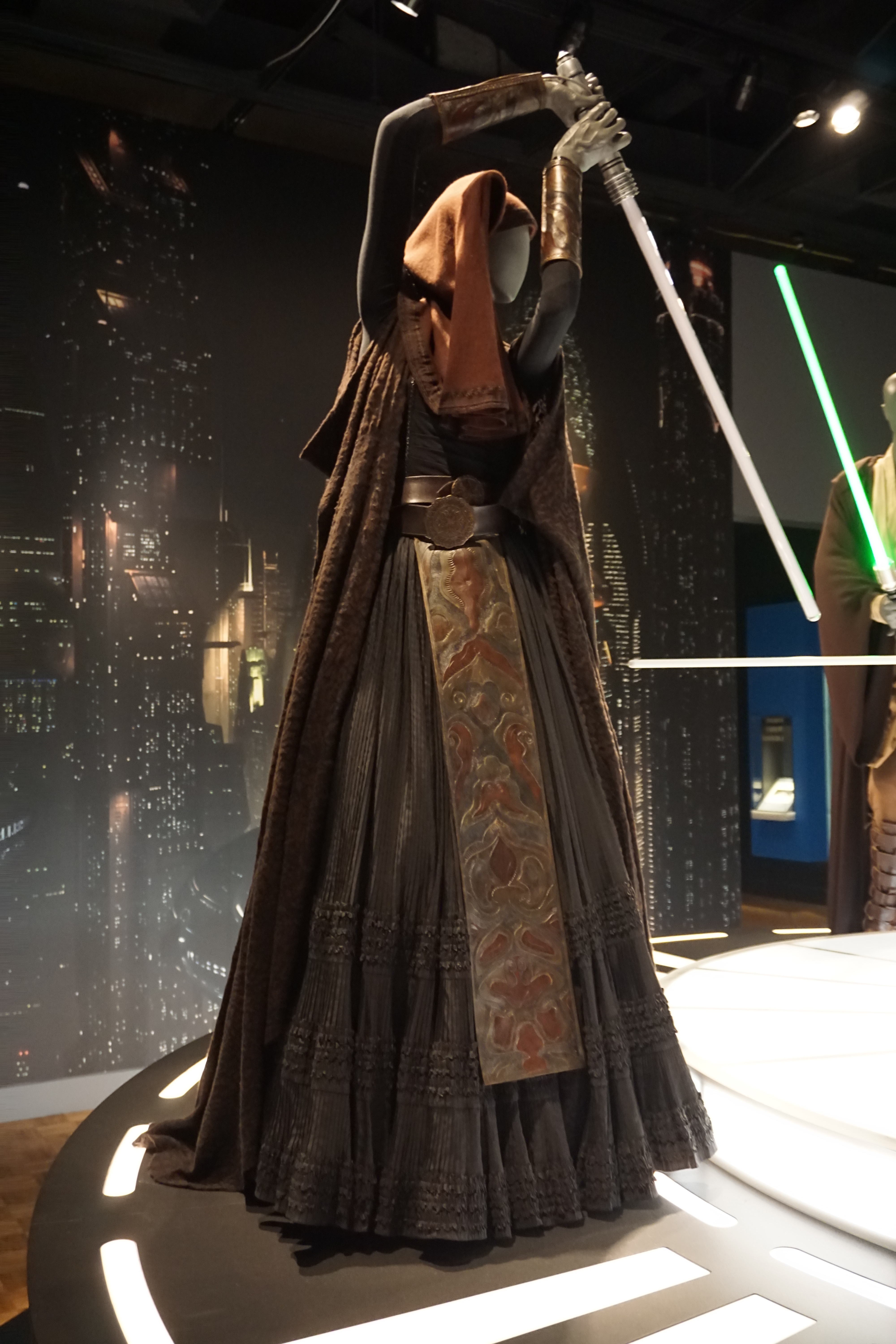
エピソード2より、ジェダイ騎士ルミナーラ・アンドゥリィのローブ

ジェダイ（Jedi）は、アメリカ合衆国のSF映画である『スター・ウォーズ』シリーズで使われる用語である。銀河を司るエネルギー「フォース」と光刃を形成する剣「ライトセーバー」を用いて戦う、銀河の平和と自由と正義の守護者を指す。現在では使われないが、『スター・ウォーズ エピソード4/新たなる希望』オリジナル版公開当時の日本語字幕では「共和騎士」と訳されていた。
2012年のウォルト・ディズニー・カンパニーによる『スター・ウォーズ』シリーズの制作会社ルーカスフィルムの買収に伴い、それ以前に展開していたスピンオフ（外伝）作品は「レジェンズ（非正史）」として分別されることになった。この記事には、実写映画シリーズを始めとする「カノン（正史）」における設定以外にも、スピンオフ（外伝）作品の「レジェンド（非正史）」の内容も含まれる。

## 概要
ジェダイは作中、「ジェダイの騎士/ジェダイ・ナイト」（Jedi Knight）と呼ばれる。ジェダイの騎士のうち一部は「ジェダイ・マスター」（Jedi Master）と呼ばれるが一般人はしばしば、どのジェダイに対してもジェダイ・マスターやマスター・ジェダイと敬意を込めて呼ぶことがある。
また、「ジェダイ騎士団」もしくはジェダイ騎士団における「掟」を「ジェダイ・オーダー」（Jedi Order）と呼び、掟だけを意味する場合はジェダイ・コード（Jedi Code）という。
ジェダイになるためには、フォースを操るための優れた資質と厳しい修行が必要とされ、誰でもなれるというわけではない。『エピソード1』では、生物の細胞中に含まれる共生生物ミディ＝クロリアンの値がフォースの強さに影響を持つことが示唆されている。また、自身の精神的な修行も非常に重要である。フォースの潜在能力を引き出す訓練はもちろん、自制心を養うための心身の鍛練に加えて、広い知識と洞察力を磨くことが求められる。
一般にフォースのライトサイド（光明面、light side）に仕えるものをジェダイと呼び、ダークサイド（暗黒面、dark side）に魅入られた者をダーク・ジェダイ（Dark Jedi）と呼ぶ。ダーク・ジェダイの中でもシス（Sith）と呼ばれるものたちはダークサイドによる銀河の支配という明確な理念を持っており、ジェダイと事有るごとに対立を続けてきた。
「ジェダイ」の名称は、ルーカス監督が日本語の「時代劇」（Jidaigeki）を由来に名付けたという説が一般的である。一方、『スターログ』日本語版1983年7月号の「帝国通信」には、アメリカ独立記念日の7月4日（ジュライフォース）からきているとの説が掲載されている。　

## 古代共和国時代

### レジェンズ
かつてのジェダイは、フォースを研究する哲学者集団であった。世代を経るにつれて、彼らは銀河共和国の守護者として闘うようになっていった。
5000年以上昔にライトサイドとダークサイドの大衝突があり、敗れたダーク・ジェダイがシス帝国を創ったといわれている。このシス帝国から始まるシス・オーダー（Sith Order）は、その後もジェダイ・オーダーとの衝突を繰り返した。ヤヴィンの戦いより5000年前のハイパースペース大戦、4000年前のシス大戦など、ジェダイとシスの衝突がいくつか記録されている。しかし、ヤヴィンの戦いの約1000年前に起こったルーサンの戦いでジェダイは多大な犠牲を払いながらも、ついに主だったシスを倒すことに成功、以後『エピソード1』でダース・モールとクワイ＝ガン・ジンが接触するまで「シスは完全に滅び去った」という誤った認識をジェダイは持ち続けることとなる。当初は惑星オッサスを本拠地にしていたが、シス大戦の戦禍で壊滅状態となったため、以後はコルサントを活動拠点とした。

## 旧共和国時代
旧共和国時代（「エピソード1・2・3」）のジェダイ・オーダーでは、次のような階級がある。
ジェダイ・イニシエイト（Jedi Initiate）
アニメ『クローン・ウォーズ』シーズン5第5話から8話にかけて登場。親元からジェダイ聖堂へと引き取られ、パダワンとなる前の幼いジェダイ候補生がこのように呼ばれる。彼らはクランと呼ばれるクラスでヨーダによる直接指導の下、集団訓練を受ける。
ジェダイ・パダワン (Jedi Padawan)
自身の師匠に付き、一対一の訓練を受けていることを示す。この段階でもまだ正式なジェダイではない。人間種など頭髪のある種族は、うなじの一部を伸ばして編み、パダワンであることの証とする。"Padawan Learner"あるいは"Jedi Apprentice"とも呼ばれる。
ジェダイ・ナイト (Jedi Knight)
正式に一人前のジェダイとして認められたことを示す。昇格のために必要な試練を終えた後に、前述の髪を切り落とす儀式を行う。この階級になって初めてパダワンを自分の弟子として個人指導することが許されるが、原則、ナイト階級の者に弟子を選ぶ権利はなく、基本的には評議会が選定したパダワン候補生が、ナイト自身の意思に関係なく宛がわれ、アナキンの弟子となったアソーカ・タノが好例である。その点では、自分が希望する人物（アナキン）を初弟子にすることを許されたオビ＝ワンは異例と言える。当然この階級は後述のジェダイ・マスターとは全く異なるが、「マスター」という呼称自体はナイトを含めた正式なジェダイ全般に対する敬称としても広く認知されており、弟子を持つ正式なジェダイの騎士という立場からかジェダイ同士の間でもしばしばこの階級にある者を「マスター」と呼称する場面がある。
ジェダイ・マスター (Jedi Master)
「大騎士」とも称される。ジェダイ・ナイトのうち、弟子を選ぶことを許されたことを示す。ただし、一度に複数の弟子を持つ事は禁じられている。原則的にはパダワンを一人前のナイトに昇格させることが昇格の条件となっているが、多大な功績を挙げて評議会に認められた者は例外的にこの条件を満たさずとも昇格を許される場合があり、オビ＝ワン（『クローン大戦』ではアナキンのナイト昇格前からマスターとなり評議会入りしている）、ヤドル、アイラ・セキュラなどが例として挙げられる。一方、実質的に責任逃れの建前であったとはいえアソーカが正式に評議会からナイトへの昇格を認められたにも拘らず、彼女の師であったアナキンには最後までマスターへの昇格が許されなかったことから、判例からなる原則はあっても最終的には評議会の裁量第一で人事が決められていたと思われる。また、小説版『エピソード3』ではジェダイ公文書館にマスターのみが閲覧できる資料が存在していたことが言及されており、マスター階級の者のみに許されたその他の特権も少なからず存在した模様。
パダワンからナイトへ、ナイトからマスターへの昇格は、12人のジェダイから成るジェダイ評議会（Jedi Council）での協議により決定される。 評議会メンバーは「生涯を捧げた永久メンバー5人」「自分の意思で退任するまでを任期とする長期メンバー4人」「一定の任期を持つ期間限定メンバー3人」で構成されている。メンバーは基本的にジェダイ・マスターから選ばれるが、ナイトの就任を妨げる掟はないようである（『エピソード3』のアナキンによれば、旧共和国時代にナイト階級で就任したものはアナキンのみである）。
ジェダイとなるためには、フォースが強いことはもちろん、生後6か月以内であることが条件となる。これは、成人に近づけば近づくほど、怒りや憎しみを覚え、ダークサイドに堕ちる危険性が高くなるためである。そのため、フォースの素質があると判断された子供は、オーダーにとって貴重な人材であり、半ば強引にコルサントのジェダイ聖堂へ連れてこられる場合もある。ただし、すぐにパダワンとなるわけではなく、ジェダイ候補生として十分に成長するまでは、ジェダイ聖堂で教育と基礎的な修行を受ける。その過程を経て、評議会により師となるナイト以上の者の指導を受けることを認められるか、あるいはマスターに弟子として選ばれることで、見習いとして修行を積むことを許される。その点では、9歳でパダワンとなったアナキンは異例である。
また、旧ジェダイの掟として恋愛を禁じている。これも前記と同様の理由によるものである。この掟を破った者はジェダイ・オーダーを追放するとされ、パドメ・アミダラと結婚したアナキンも、この処分を逃れるために結婚を隠していた。しかし、この掟は前記のものよりもやや甘い部分がある。パダワン時代に恋仲になった（なりかけた）ジェダイ・マスターもおり、オビ＝ワン・ケノービもその一人である。また、キ＝アディ＝ムンディは、故郷での男性の出生率が低いことにより、例外的に結婚を認められていた。
旧ジェダイのもう1つの掟として、戦いにおいては正々堂々とした戦いを行い、虐殺はもちろん、丸腰な者や無抵抗な者を殺すような行為を禁じている。『エピソード2』でサンド・ピープルを虐殺し、『エピソード3』で戦闘能力を失ったドゥークー伯爵を殺したアナキン・スカイウォーカーは事後に悔やむ言動を見せた。また、アナキンの息子ルーク・スカイウォーカーは『エピソード6』でジャバ・ザ・ハットやその一味に対し、彼らからハン・ソロ共々処刑されようとした際に堂々とした態度で「我々を解放しろ。さもなくば死だ」と警告を発している。なお、相手が丸腰であっても死に至らない程度の攻撃を行うのは禁止されていないようで、『エピソード2』でアナキンやパドメ共々ジオノーシアン流のやり方で公開処刑されそうになったオビ＝ワンはそれに抗戦する中で、処刑場にいたジオノーシアンの騎兵から攻撃を仕掛けられるも槍を奪い取って反撃し、その槍の柄で落馬した騎兵を叩いて昏倒させている。
戒律を破った者に対し、オーダーは追放という重い処罰を下すが、それ以上の厳罰や迫害は行わない。また、ドゥークー伯爵やアソーカ・タノのように自らの意志でオーダーを去ることも可能であり、去る者に対する咎めなども特にない。このうちクローン大戦開始時点までに自ら去ったジェダイ・マスターは確認される数は20人ほどであり、「失われし20人」と呼ばれている。ドゥークーがオーダーを離れたとき、彼ら20人を偲んでジェダイ聖堂のアーカイブ（図書館）にブロンジウム製の彼らの像が飾られた。
対立組織であるシスが衰退し他に敵対する強大な組織も存在しないため、この時代のジェダイはフォースの能力を駆使し銀河各地で紛争の調停等を行う交渉者としての役割を帯びていた。古代共和国時代から銀河共和国の首都であるコルサントが本拠地だったため、元老院とのつながりが密になっていたことも大きく関係している。事実『エピソード1』では当時の最高議長の要請で、2人のジェダイがナブーで起こった紛争解決のために派遣されている。この頃に銀河の各地で活動するジェダイの数はおよそ1万人ほどであったが、クローン大戦が勃発するまで銀河では大規模な戦争が起こらなかったため、シスに対する戦闘訓練は軽視され末期には集団戦に対応できるジェダイが少なくなりジオノーシスの戦いの緒戦では多くのジェダイが死亡することになる。
クローン大戦に突入すると、多くのジェダイたちが将軍として各地の紛争地へ派遣された。ジェダイを自分の星に戦いを持ちこむ者として批判する者も少なくなく、戦争終盤には正義を振りかざし人を殺めるジェダイを分離主義者と変わらないと悪印象を持つ者も増えていた。また、ジェダイの中にもジェダイ評議会に不信感を持つ者が増え、大戦中にジェダイ聖堂を去った者や、ダークサイドに転向し共和国やジェダイ騎士団に反抗したり、敵である独立星系連合に内通した者もいる。
戦争が終わり、メイス・ウィンドゥによる最高議長パルパティーン暗殺未遂の一件が明るみにされると、人々のジェダイへの不満は最高潮に達したのだった。元老院議員のほぼ全員がパルパティーンの言葉を鵜呑みにし、ジェダイ抹殺に大喝采が贈られるほどに、クローン大戦後のジェダイの信用は失墜していたのである。
後年、ルーク・スカイウォーカーはこの時代のジェダイについて「滅亡によって美化され神格化されているが、本質は偽善と傲慢である」と評しており、ダース・シディアスによるオーダー壊滅や、ダース・ベイダーの誕生も遠因は彼の師であるオビ＝ワンや当時のジェダイ・オーダーにあると批判している。

## 帝国時代
滅んだと思われていたシスの系譜をひく、暗黒卿パルパティーンは、正体を巧みに隠して元老院議員に当選、元老院最高議長を経て皇帝に即位すると、すぐに共和国を解体し、これを銀河帝国とした。またパルパティーンは、ジェダイに共和国転覆を企てた犯罪者という汚名を着せ、各地の共和国軍（クローン・トルーパー）にジェダイを殺害する大粛清「オーダー66」を発令し、多くのジェダイを殺害した。
また、旧共和国時代にジェダイ・ナイトとして活躍したアナキン・スカイウォーカーは、パルパティーンの設けた誘惑に乗ってしまい、ダークサイドに堕ちてダース・ベイダーとなり、率先してジェダイ狩りを行うに至った。これら帝国のジェダイ狩りのため、ヨーダやオビ＝ワン・ケノービなど若干の者を除き、多くのジェダイが滅んだ。生き残りのジェダイの中には『反乱者たち』の大尋問官のようにダークサイドに転向した者もいた。
オビ＝ワンやヨーダに薫陶を受けたルーク・スカイウォーカーが一人前のジェダイとして成長し、またヨーダ、オビ＝ワン、改心したアナキンが相次いで死去すると、ジェダイの正統な生き残りはルークただ一人となった。

## 新共和国時代以降

### 正史
エンドアの戦いの数か月後に反乱同盟軍が新共和国の建国を宣言し、およそ1年後のジャクーの戦いでの勝利により帝国残党に大幅な軍縮と莫大な賠償金を課す銀河協定を締結する事に成功すると、ルーク・スカイウォーカーはジェダイを信奉する組織「フォースの教会」のメンバーであるロー・サン・テッカに協力を依頼し、ジェダイ・オーダーの再建に着手。フォース感知能力を持つ若者を集めて新たなジェダイとすべく訓練を開始した。その頃、ルークの妹レイア・オーガナはハン・ソロとの間に生まれた息子ベンがダークサイドに傾倒し始めている兆候を見て取り、ベンをライトサイドへと導くため彼をルークに託した。
一方、帝国残党内部では銀河協定に反発する新勢力「ファースト・オーダー」が台頭。その最高指導者を称するダークサイドのフォースの使い手、スノークがベンを自らの弟子とすべく誘惑した。ベンのダークサイドへの傾倒はルークの予想をはるかに超え、再びのオーダー破滅を恐れたルークはベンの殺害にまで思い至る。しかしベンに気付かれ、彼は完全にダークサイドに転向してスノークの弟子となり自らをカイロ・レンと名乗った。レンはレン騎士団を率い、ルークの元で訓練を受けていた他の弟子たちを全て抹殺した。
この事に責任を感じたルークは失踪。ファースト・オーダーは最後のジェダイであるルークを抹殺すべく彼の捜索を始め、レイアがファースト・オーダーを牽制すべく創設した私設の軍事組織「レジスタンス」もルークに助力を求めるため、同様に彼の居場所を示す手がかりを探索することとなる。
合わさった地図をもとにレイはジェダイの島に隠遁していたルークを発見し、レイのフォースの素質を感じたルークは迷いを持ちつつもレイにジェダイとしての訓練を施す。そしてルークは霊体として現れたヨーダの励ましを受けて、クレイトの戦いでレジスタンスを助けるも、フォースの大きな使用の負荷により死去。その後かつてルークから訓練を受け、ルークの死後レイの訓練を引き継いだレイア、復活した皇帝パルパティーンとの最終決戦後のベンの相次ぐ死により、ジェダイの正統な後継者はスカイウォーカーの名を継いだレイとなった。

### レジェンズ
上記の正史（カノン）とはパラレルワールドとなる非正史（レジェンズ）を描いたスピンオフ作品でも、詳細な経緯は異なるものの、ルーク・スカイウォーカーによってニュー・ジェダイオーダーが再建されている。

#### ジェダイ・オーダー復興までの歩み
ただ一人のジェダイとして残されたルーク・スカイウォーカーであったが、自身の妹レイア・オーガナや、シ＝ルウクの奴隷であったデヴ・シブワラ、「皇帝の手」と呼ばれたマラ・ジェイド、反乱同盟軍のパイロットであったカイル・カターンやコラン・ホーン、惑星ダソミアの魔女テネニエル・ジョーなど、全宇宙においてフォースを持つ者に多く出会った。そこでルークは、自身がジェダイ・マスターとなってジェダイ・オーダーの復興を決意し、反乱同盟軍の基地として使われたヤヴィン第4衛星にジェダイ・アカデミー（Jedi Academy）を設立する。
アカデミーで学ぶ生徒がダークサイドに堕ちることも度々あり、ルークは試行錯誤を繰り返すこととなる。
復活した古代のシスの暗黒卿エグザ・キューンにそそのかされてダークサイドに堕ちたキップ・デュロンは「カリダの惨劇」と呼ばれる大事件を引き起こしたが、ダークサイドを退けて再びルークの元で修行を続けた。

#### 新ジェダイ・オーダー
ルークが長となって復興した新ジェダイ・オーダーは、何万人ものジェダイが含まれていた旧共和国時代のジェダイ・オーダーとは多くの面で異なっている。シスが過去の内紛を教訓に教義を柔軟に変化（ダース・ベインが一子相伝式システムを形成）させることで細々としぶとく生き残ってきた一方、ジェダイは社会情勢の変化に対応せず古い伝統を固持してきた。このことが旧オーダー崩壊に繋がったと判断したヨーダにより、ルークに対しては最低限必要なことのみを教え、試行錯誤しながら新しい時代に即したオーダーを作らせようとしたためである。未だ発展途上であり、100人程度のジェダイしかいないこともあり、旧オーダーほど厳格でもない。
旧オーダーと新オーダーを比較すると、次のようになる。
新オーダーにおけるパダワン
新オーダーでは、単に修行中あるいはジェダイ候補生（Jedi Apprentice）と呼ばれる。
新オーダーにおけるジェダイ・ナイト
新オーダーでも同様にジェダイ・ナイトと呼ばれるが、昇格への手順は定かでない。
『運命の道』（ウォルター・ジョン・ウィリアムズ著）では、正式な式典によりジェイセン・ソロ、ジェイナ・ソロを含む9名がジェダイ・ナイトに昇格している。ただし、式典はあくまでも戦意高揚のため政府の要請により行ったものであり、ルーク自身は不要と考えていた。
なお、旧オーダーについては同じく『運命の道』で旧オーダーの生き残りであるヴァーゲアがジェイセンに語ったところによれば、儀式はなく単にナイトに昇格したことを告げるのみであったとされる。その一方で、アニメ『クローン大戦』では評議会メンバー立会いの下でアナキン・スカイウォーカーが昇格する儀式が行われており矛盾が見られる。
新オーダーにおけるジェダイ・マスター
新オーダーでは、旧オーダーと違い実際に弟子を持つ者がマスターと呼ばれる。
ジェダイ評議会
新オーダーでは6人のジェダイ・マスターと、銀河連合自由同盟（ユージャン・ヴォングとの戦いで崩壊した新共和国に代わって設立された新政府）から選ばれた6人の非ジェダイからなるハイ・カウンシルがその役割を担う。ただし、この評議会は旧オーダーの時代からたびたび見られた「ジェダイ・オーダーと政府との間に生じる摩擦軽減」を主目的とした所謂「意見調整機関」的役割が大きい。後に、これとは別に「オーダー内部の指導」を主目的として掲げた評議会が創設されており、そちらはジェダイ・マスターのみで構成されるなど旧オーダーの評議会により近い形式となっている。
年齢制限の撤廃
旧オーダーでは物心つく前に親元から引き離して養育しているが、新オーダーではまったく制限がなく、老齢に達してから訓練を始めた者もいる。ルークとレイアのように、親の愛を充分に受けて育てばダークサイドの影響を退けられるであろうというヨーダの考えが基になっている。また、訓練の開始は本人の自主性を尊重している。
恋愛・結婚の自由化
旧オーダーでは恋愛や結婚は一部の例外を除き禁止されていたが、新オーダーではこの規則は完全に破棄されており、ルーク自身も彼と同じジェダイであるマラ・ジェイドと結婚している。そのため、フォースの資質が遺伝する事が確認されている事もあり、彼のように夫婦や親子で共にジェダイとして活動している者も存在している。

## ジェダイ聖堂
惑星コルサントに存在する一際大きな建物全体を指す。名称こそ「聖堂」とされているが、ここにはジェダイに関する様々な施設があり、聖堂というよりはジェダイ騎士団の本拠地である。かつては他にも複数の惑星に同様の施設が存在していたとされているが、旧共和国時代末期にはコルサントの聖堂以外は機能していない状態となっていた。
クローン大戦の終盤、ダース・ベイダーによる襲撃を受け、聖堂にいたシン・ドローリグや、セラ・ケトらを始めとする多くのジェダイが殺された。その後、ベイダーの後続部隊として到着したクローン軍により聖堂は悉く破壊されるが、皇帝パルパティーンは、帝国に背いた者の末路を表す見せしめとして、このジェダイ聖堂の残骸を長らく放置していた。
クローン戦争終結5年後を描いた正史小説『ターキン』ではインペリアル・パレスとして皇帝の住居に改修されている。その名の通り帝国政府の重要拠点の一つとしても位置付けられており、ジェダイ聖堂であった頃とは異なり政府職員や一般市民も数多く出入りするようになった事が語られている。エピソード6のDVD版で追加されたシーンでは、この時点までは少なくとも外観だけは残されていたことが確認出来る。
非正史（レジェンズ）では戦争終結後、廃墟となったジェダイ聖堂はクローン軍によって管理されていた。しかし、ベイダーの弟子であるスターキラーは、密かに聖堂の奥の間でジェダイの試練を受けて修行していたこともあり、施設の全ての機能が停止した訳ではなかった。

### 施設
ジェダイ評議会
建物の最上階に位置し、12人のジェダイ達からなるジェダイ・オーダーの最高機関である。ジェダイのパダワン選別やジェダイナイト、マスターへの昇格審査等に加え、クローン大戦時には、各戦地に派遣するジェダイの決定もここで行われた。主な評議員としてヨーダ、メイス・ウィンドゥ、オビ＝ワン・ケノービ、アナキン・スカイウォーカー、キ＝アディ＝ムンディらがいる。
修行場様々な部屋が用意されており、幼いパダワンから熟練のマスターまで多くのジェダイたちが、こうした施設を利用して日夜訓練に励んでいる。また、パダワンの卒業に必要な「ジェダイの試練」が行われる場所もあり、そこでは太古のシスの暗黒卿の幻影と戦うという過酷な試練が課せられていた。
一人のマスターに師事する前に、フォース哲学の基礎を学ぶ段階にある幼いパダワン（正式にはジェダイ・イニシエイト）には、ジェダイマスターのヨーダが直接指導に当たっており、エピソード2でその様子が描かれている。
会議室評議会とは別に行われる会議の際に利用される。クローン戦争時には各地の情勢把握や作戦会議等の場としても使用された。部屋の大きさや形状は様々だが、室内の中央に大型のホログラム装置が設置されている所が多い。
公文書館膨大な量のデータを収蔵する図書館。ここではジェダイのみならず一般の利用者も多く、ジェダイ聖堂においては非常に珍しい施設である。全銀河の惑星の情報も記録されており、これらのデータの追加や削除はジェダイ・マスターのみが行える。クローン大戦時及びその直前にはジョカスタ・ヌーが司書を務めていた。元ジェダイのドゥークー伯爵はクローン軍製造を隠蔽するため、密かに惑星カミーノのデータをここから消去した。
ホロクロン保管庫過去のジェダイやシスの教義を含む、ジェダイ騎士団において極めて重要な情報を記録・閲覧するための装置であるホロクロンが保管されている倉庫。以前にロリアン・ノッドというジェダイ・パダワンが、ここからシス・ホロクロンを盗み出そうとした事件が起きた為に、公文書館の中でも特にセキュリティ体制が強化されており、ジェダイ・マスターのみ立ち入りと内部のホロクロンの閲覧を許されている。エピソード3でアナキンがマスターへの昇格を請願していたのは、パドメの死を回避する術を知るために、ここに保管されているホロクロンの情報を入手する必要があったためである。
通信センター銀河各地にいるジェダイとの連絡を行う通信施設。クローン大戦時には各地での戦闘状況を確認するためのホロ・プロジェクターが設置されており、主に作戦会議に利用されていた。ジェダイへの命令シグナルを発信することの出来る場所でもあり、オーダー66発令後、この場所からヨーダとオビ＝ワン・ケノービは、生き残ったジェダイに向けて身を潜めるように警告を発した。